# Tom i Jerry: Magiczny pierścień
Tom i Jerry: Magiczny pierścień (ang. Tom & Jerry: The Magic Ring) – amerykański film animowany będący kontynuacją do jednej z najpopularniejszych kreskówek Tom i Jerry.

## Fabuła
Tom dostaje od czarodzieja bezcenny pierścień. Jego mały, odwieczny wróg Jerry zakłada sobie kosztowną obrączkę na głowę. Niestety, nie może jej zdjąć. Przerażony ucieka do miasta, gdzie zamierza się ukryć przed ścigającym go wściekłym kotem. Po drodze mysz spotyka swoich starych znajomych, którzy bezskutecznie starają się uwolnić go od pierścienia.

## Obsada
- Jeff Bennett – Tom
- Frank Welker – Jerry
- Jim Cummings – Butch
- Jess Harnell – Policjantka
- Maurice LaMarche –
  - Spike,
  - Kot uliczny
- Tara Strong – Nibbles
- Billy West – Freddie
- Charlie Schlatter – Chip
- Maile Flanagan – Chłopiec
- Tress MacNeille – Margaret i Mama

## Wersja polska
W Polsce nadawany w Cartoon Network w Kinie Cartoon Network.
Wersja polska: Master Film

Reżyseria: Elżbieta Jeżewska

Dialogi: Joanna Klimkiewicz

Dźwięk: Elżbieta Mikuś

Montaż: Jan Graboś

Kierownik produkcji: Ewa Chmielewska

Wystąpili:
- Jarosław Boberek – Tom
- Anna Apostolakis – Jerry
- Mariusz Krzemiński – czarodziej Chip
- Jacek Bursztynowicz – Butch – irlandzki pies
- Andrzej Arciszewski – Droopy
- Jan Tomaszewski – Freddie
- Łukasz Lewandowski – Joey
- Krystyna Kozanecka – Nibbles
- Marek Lewandowski – Spike
- Andrzej Gawroński – jubiler Harry
- Ryszard Olesiński – dachowiec

oraz:
- Mirosława Krajewska – sprzedawczyni w sklepie zoologicznym
- Joanna Węgrzynowska – mama chłopca
- Krzyś Królak – chłopiec
- Józef Mika
- Jacek Mikołajczak – policjant

Lektor tytułu: Maciej Gudowski